# Lingewaal
Lingewaal (anhörenⓘ) war eine Gemeinde der niederländischen Provinz Gelderland.
Die Gemeinde wurde 1986 aus den Gemeinden Asperen, Heukelum, Herwijnen und Vuren gebildet und zählte 11.235 Einwohner am 30. September 2018.

## Lage und Wirtschaft
Die Gemeinde liegt östlich von Gorinchem und südlich von Leerdam an der Waal. Die Autobahn A15 Dordrecht – Tiel verläuft nördlich der Orte in Lingewaal. Eisenbahnen gibt es in Lingewaal nicht. 
Haupterwerbsquellen sind die Landwirtschaft und der Obstbau. 

## Geschichte; Sehenswürdigkeiten
Asperen (im Jahr 893 bereits urkundlich erwähnt) und Heukelum dürfen sich Städte nennen, denn beide Orte erhielten im Mittelalter das Stadtrecht. Spuren davon sind im Straßenplan und in der Bebauung bis heute erkennbar geblieben. Zwischen 1816 und 1860 wurde die Neue Holländische Wasserlinie errichtet, ein Ring aus Forts rund um die Festung Holland. Zwei davon befinden sich in der Gemeinde Lingewaal: eins in Vuren, eins in Asperen. Beide Forts können im Rahmen einer Radfahr- oder Wanderroute besucht werden. Das sehenswerte Fort Asperen dient auch als Ausstellungs- oder Auftrittsraum für Künstler. Die Gemeinde als Ganzes ist geeignet als Ausflugsziel für Liebhaber typisch holländischer Bauerndörfer. Das Fahrrad ist dabei das am meisten geeignete Transportmittel.

## Politik

### Fusion
Lingewaal wurde zum 1. Januar 2019 mit Geldermalsen und Neerijnen zur neuen Gemeinde West Betuwe zusammengeschlossen.

### Sitzverteilung im Gemeinderat
Der Gemeinderat wurde von 2002 bis zur Gemeindeauflösung folgendermaßen gebildet:
| Partei       | Sitze | Sitze | Sitze | Sitze |
| Partei       | 2002  | 2006  | 2010  | 2014  |
| ------------ | ----- | ----- | ----- | ----- |
| ChristenUnie | 1     | 2     | 3     | 4     |
| CDA          | 5     | 4     | 4     | 4     |
| PvdA         | 5     | 5     | 4     | 3     |
| VVD          | 3     | 3     | 3     | 3     |
| SGP          | 1     | 1     | 1     | 1     |
| Gesamt       | 15    | 15    | 15    | 15    |

Aufgrund der Fusion zum 1. Januar 2019 fanden die Wahlen für den Rat der neuen Gemeinde West Betuwe am 21. November 2018 statt.

### Bürgermeister
Vom 15. Dezember 2006 bis zum Zeitpunkt der Gemeindeauflösung war Loes van Ruijven-van Leeuwen (CDA) amtierende Bürgermeisterin der Gemeinde. Zu ihrem Kollegium zählten die Beigeordneten Govert van Bezooijen (ChristenUnie), Ed van Sambeek (CDA), Griedo Bel (PvdA) sowie der Gemeindesekretär Kees Verweij.

### Gliederung
Die Gemeinde wurde in folgende Ortsteile aufgeteilt:
| Nr.      | Ort       | Einwohner |
| -------- | --------- | --------- |
| 00       | Asperen   | 3.120     |
| 01       | Heukelum  | 3.215     |
| 02       | Vuren     | 2.130     |
| 03       | Herwijnen | 2.680     |
| Gemeinde | Gemeinde  | 11.158    |

1. ↑  Bezirksnummer
2. ↑  (Stand: 1. Januar 2017)